# Biuro (brytyjski serial telewizyjny)
Biuro (ang. The Office) – brytyjski sitcom napisany i wyreżyserowany przez Rickiego Gervaisa i Stephena Merchanta. Serial został zrealizowany w konwencji filmu mockumentalnego i przedstawia wydarzenia w biurze spółki zajmującej się handlem papierem. 
W Polsce serial emitowany był na antenie BBC Entertainment, wszystkie jego odcinki ukazały się także na DVD nakładem firmy Best Film.

## Obsada
- Ricky Gervais – David Brent, dyrektor oddziału
- Martin Freeman – Tim Canterbury, handlowiec
- Mackenzie Crook – Gareth Keenan, asystent dyrektora
- Lucy Davis – Dawn Tinsley, recepcjonistka
- Patrick Baladi – Neil Godwin, księgowy
- Ralph Ineson – Chris Finch, najlepszy przyjaciel Davida
- Stirling Gallacher – Jennifer Taylor-Clark, przełożona Davida

## Nagrody
- Złote Globy:
  - 2004: najlepszy serial komediowy lub musical
  - 2004: najlepszy aktor w serialu komediowym lub musicalu: Ricky Gervais
- BAFTA TV Awards:
  - 2002: najlepsza komedia sytuacyjna
  - 2002: najlepszy występ w komedii: Ricky Gervais
  - 2003: najlepsza komedia sytuacyjna
  - 2003: najlepszy występ w komedii: Ricky Gervais
  - 2004: najlepsza komedia sytuacyjna
  - 2004: najlepsza występ w komedii: Ricky Gervais

## Wersje zagraniczne
"Biuro" spotkało się z pozytywnym przyjęciem na wielu rynkach zagranicznych, zwłaszcza w USA, gdzie było pokazywane na antenie BBC America. Z tego względu dość szybko BBC Worldwide zaczęło rozmowy w sprawie sprzedaży praw do realizacji lokalnych wersji serialu. Jako pierwsza powstała wersja francuska, Le Bureau, emitowana na antenie francuskiego Canal+, gdzie oryginalne brytyjskie scenariusze poddano jedynie niewielkim zmianom. Znacznie luźniej pierwowzór potraktowali autorzy wersji niemieckiej (Stromberg, ProSieben) i amerykańskiej (The Office, NBC), gdzie skopiowano modele postaci i niektóre wątki fabularne, jednak zasadnicza część scenariusza pisana była od początku. 
Kolejną z nakręconych dotąd wersji zagranicznych jest Le Job, zrealizowana w języku francuskim w Kanadzie. Co ciekawe, w tej wersji główny bohater nazywa się David Gervais, co jest skrzyżowaniem jego imienia z wersji brytyjskiej z nazwiskiem grającego go w oryginale aktora (który sam ma kanadyjskie korzenie). 
Ostatnia dotychczasowa adaptacja powstała w Chile pod tytułem La Ofis.
W 2021 roku powstała wersja polska The Office PL.